# Bernard van Dieren
Bernard van Dieren (Rotterdam, 27 dicembre 1887 – Londra, 24 aprile 1936) è stato un compositore olandese.

## Biografia
Van Dieren è stato l'ultimo di cinque figli di un mercante di vini di Rotterdam, Bernard Joseph van Dieren, e della sua seconda moglie, Julie Françoise Adelle Labbé. 
I suoi primi studi riguardarono materie scientifiche e la ricerca di laboratorio. Contemporaneamente diventò esperto di letteratura, violinista e artista dilettante con studi da autodidatta.
Il suo primo contatto con il mondo della musica è stato come corrispondente musicale per diversi giornali e periodici europei. Durante la prima guerra mondiale fu per un breve periodo impegnato nei servizi segreti dei Paesi Bassi, in qualità di esperto criptico nel dipartimento di intelligence.
La sua carriera come compositore iniziò all'età di vent'anni quando alcuni dei suoi primi lavori furono pubblicati in Olanda. La sua musica è stata influenzata da Delius.
All'età di venticinque anni si trasferì a Londra con la futura moglie, Frida Kindler (1879-1964), una pianista da concerto molto dotata che sposò il 1 ° gennaio 1910. Lo stesso anno nacque il suo primo figlio. A Londra incontrò i compositori Busoni e Schönberg.
Ha sofferto per la maggior parte della sua vita per problemi di salute e ha avuto numerose operazioni per disturbi legati ai reni. 
A causa di questi ricorrenti periodi di malattia, sua moglie, allieva di Busoni, sostenne la famiglia insegnando il piano e dando recital.
Van Dieren fu anche aiutato da un gruppo di ammiratori e di amici, tra i quali Jacob Epstein, Osbert Sitwell, Augustus John, Peter Warlock, che agevolarono la pubblicazione delle sue opere.
Alcuni dei suoi lavori furono pubblicati nel 1927 e nello stesso anno il suo quarto quartetto d'archi fu eseguito al Festival di Francoforte. 
Tra le tante sue composizioni, annoveriamo: 6 Sketches, 4 Opere per pianoforte, Sonate, 5 quartetti di archi, Ouverture, musica orchestrale da camera, Diafonia per baritono e  orchestra da camera, l'opera buffa The Tailor.